# Drapeau du Pérou

Le drapeau d'État, pavillon d'État et militaire porte les armoiries nationales.

Le drapeau militaire porte les armoiries nationales supporté par des drapeaux civils.

Le drapeau du Pérou a été adopté par le gouvernement péruvien en 1821 ou 1825. C'est un drapeau bicolore composé de deux bandes rouges encadrant une bande blanche,. Selon son usage, la bande centrale peut porter différents emblèmes,.
Le drapeau est fêté le 7 juin, date anniversaire de la bataille d'Arica en 1880.

## Histoire
Le drapeau utilisé par la vice-royauté du Pérou était celui de l'Espagne. En 1820, durant la guerre d'indépendance, le général britannique William Miller hissa le premier drapeau péruvien à Tacna. Il s'agissait d'un drapeau bleu marine avec un soleil d'or, Inti. Le drapeau en lui-même n'a pas subsisté.
Le premier drapeau péruvien fut créé par le général José de San Martín et adopté par décret le 21 octobre 1820. Deux lignes diagonales divisent le drapeau en quatre parties : celles du haut et du bas sont blanches, les deux autres rouges. Au centre se trouve un écu encadré de branches de laurier ; l'écu montre le soleil se levant au-dessus de montagnes au bord de la mer.
L'origine du drapeau est incertaine. Une tradition littéraire, couchée sur le papier par Abraham Valdelomar en 1917, affirme que San Martín fut inspiré par les couleurs des parihuanas, des flamants rouges et blancs, en arrivant sur la côte du sud de la province de Pisco. Des historiens des débuts de la république péruvienne, comme Leguía y Martínez et Pareja Paz Soldán, proposent une autre interprétation : San Martín aurait pris le rouge du drapeau du Chili et le blanc du drapeau de l'Argentine, reconnaissant ainsi les origines des soldats de l'armée de libération.
La principale difficulté de ce drapeau était sa construction : sans mesures standardisées, il était complexe de produire un drapeau aux formes triangulaires.
En mars 1822, José Bernardo de Tagle, marquis de Torre Tagle et délégué suprême de la République, remplaçant temporaire de San Martín, instaura un nouveau drapeau. Il s'agissait d'un drapeau tricolore horizontal, composé de deux bandes rouges séparées par une blanche, avec un soleil doré au centre, ressemblant beaucoup au drapeau argentin. Torre Tagle justifia ce changement par la construction difficile du drapeau précédent, entre autres. Toutefois, sur les champs de bataille, un nouveau problème se posa : la ressemblance du drapeau avec celui de l'Espagne, notamment de loin, rendait la différenciation des armées difficiles.
Le 31 mai 1822, Torre Tagle procéda à une nouvelle modification du drapeau. La nouvelle version était un drapeau tricolore vertical, avec deux bandes rouges séparées par une blanche, avec un soleil d'or représentant Inti au centre.
Le 25 février 1825, sous l'administration de Simón Bolívar, le Congrès constituant modifia le drapeau dans le cadre d'une loi sur les symboles nationaux. Le soleil fut remplacé par les nouvelles armoiries du pays, conçues par José Gregorio Paredes et Francisco Javier Cortés.
Entre 1836 et 1839, le Pérou fut divisé en deux républiques, le Nord-Pérou et le Sud-Pérou, qui rejoignirent la Bolivie au sein de la Confédération péruvio-bolivienne. Formé le premier, le Sud adopta un nouveau drapeau : une bande rouge à gauche, avec un soleil d'or et quatre étoiles au-dessus (représentant les quatre départements de la République), et le côté droit divisé en une bande verte au-dessus et blanche au-dessous. Le Nord conserva la monnaie et les symboles du Pérou, y compris son drapeau.
Le drapeau de la Confédération présentait les armoiries de la Bolivie, du Sud-Pérou et du Nord-Pérou sur fond rouge, entourées de branches de laurier. Après la dissolution de la Confédération, la République du Pérou fut rétablie dans ses frontières de 1836, avec ses anciens symboles nationaux.
En 1950, le général Odría enleva les armoiries du drapeau national, lui donnant sa forme actuelle.

Drapeau hissé par l'amiral Miller (1820)
Premier drapeau républicain (1821-1822)
Deuxième drapeau (1822)
Troisième drapeau (1822-1825)
Quatrième drapeau (1825-1950)
Drapeau de la République du Sud-Pérou (1836-1839)
Drapeau de la Confédération péruvio-bolivienne (1836-1839)
Drapeau actuel (depuis 1950)